# Vilhelm Moberg

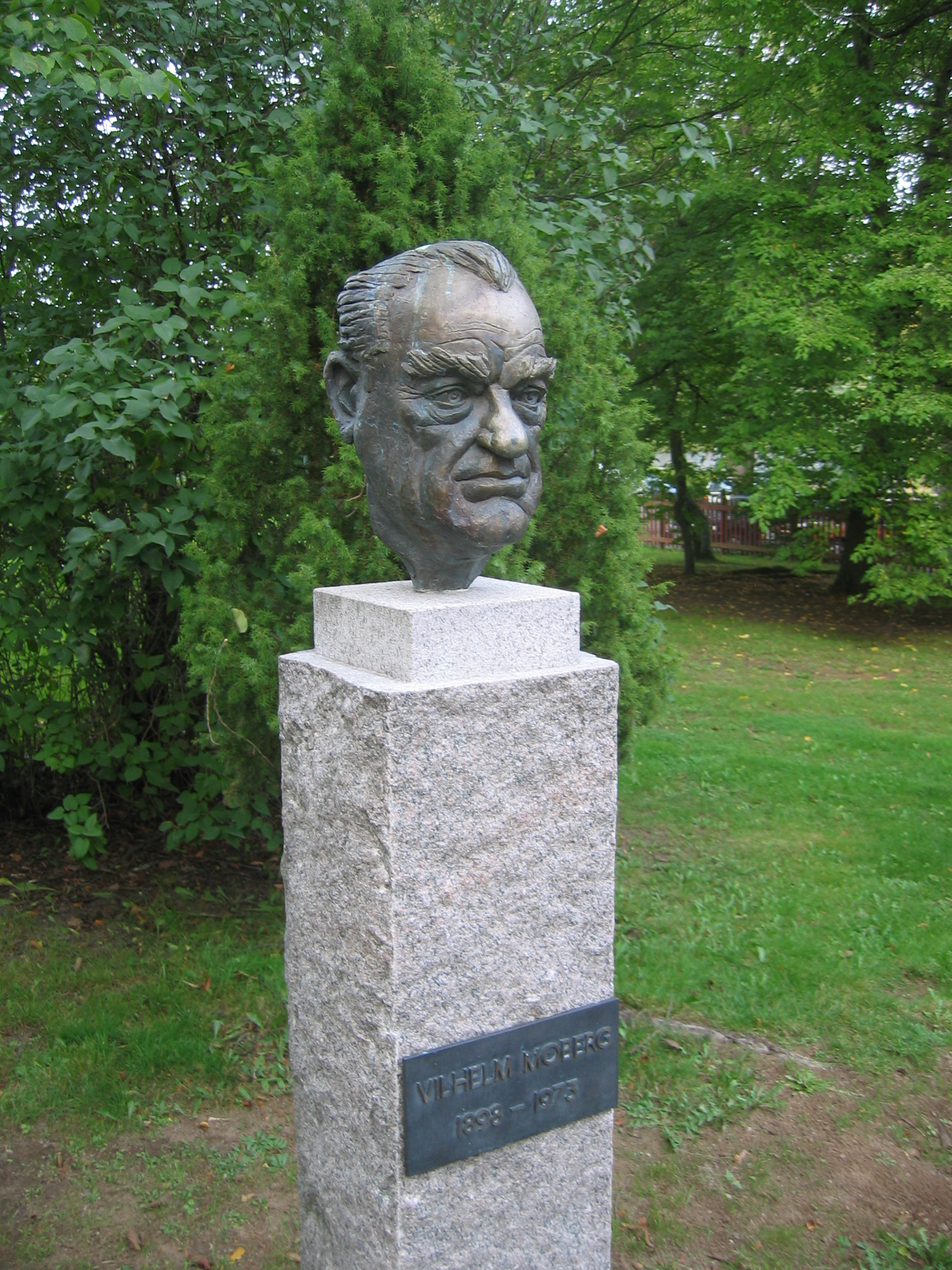
Busto de Moberg en Växjö.

Vilhelm Moberg (20 de agosto de 1898-8 de agosto de 1973) fue un periodista, autor,  escritor, historiador y polemista sueco, conocido por su saga de cuatro novelas Los emigrantes.

## Trayectoria
Hijo de una familia campesina de la provincia de Småland, Moberg fue un ávido lector desde joven. En 1913 se integró en un grupo de jóvenes socialdemócratas. Durante la Primera Guerra Mundial continuó sus estudios en Katrineholm. Trabajó como granjero y obrero forestal. En 1918 estuvo gravemente enfermo durante un año, al ser víctima de la letal gripe española.
Su primera novela, Raskens, apareció en 1927. En ella expresa un punto de vista antimonárquico y republicano. Sin embargo, es más conocido por su serie de cuatro novelas Los Emigrantes, escritas a lo largo de diez años, entre 1949 y 1959, donde describe a una familia sueca de Småland emigrada a Minnesota, Estados Unidos, a mediados del siglo XIX. Un destino, la emigración a América, que fue seguido en la época por más de un millón de suecos, y entre ellos varios parientes del propio Moberg. Su obra sobre los sueco-estadounidenses es comparable a la de Ole Edvart Rølvaag sobre los noruego-estadounidenses en la misma situación.
La serie de las cuatro novelas dio lugar, años después, a la película Los emigrantes, del director sueco Jan Troell.
En su autobiografía -Soldat med brutet gevär (Soldado con fusil roto)- manifiesta la importancia de dar voz a los analfabetos, a los socialmente maltratados. Este punto de vista se refleja también en su obra Historia de Suecia I-II (Min svenska historia, berättad för folket, I-II).
Su famoso drama de 1943, La mujer del hombre (a veces, Plenitud), fue la versión teatral de una novela de 1933.

## Obra
- Raskens, 1927, novela
- Val, 1933, novela
- Rid y Natten, 1941, novela
- Mans Kvinna (La mujer del hombre), teatro
- Guden hustru, 1946, novela
- Los emigrantes, 1949-1959, novelas
- Memorias de juventud
- La tierra es nuestra
- Soldat med brutet gevär (Soldado con fusil roto)

## Traducciones
- Puertas abiertas, Buenos Aires, Helios, 1955.
- La mujer del hombre, en Teatro sueco, Madrid, Aguilar, 1967.